# 三東ルシア
三東 ルシア（さんとう るしあ、1958年10月1日 -）は、日本の女優、歌手である。本名：尾身智美（おみ さとみ、旧姓：奥田）。別名義：里見レイ。身長160cm、B86cm、W59cm、H87cm（1975年2月）。
神奈川県横須賀市生まれ。中学生時に東京都杉並区へ転居。 

## 所属事務所
エル・プロモーション　→　ホット企画　→　G.N.C(ガイア・ネクスト・コア) →（フリー）

## 学歴
- 横須賀市立豊島小学校[2]
- 杉並区立杉森中学校[2]（転出）
- 杉並区立和田中学校[2]
- 東京都立四谷商業高等学校[2]（中退）
- 日本女子体育大学附属二階堂高等学校

## 来歴
4人兄弟の3番目。
1973年頃から主にCMモデルとして「里見レイ」の芸名で活動。
1974年2月7日に、友人と一緒に日本劇場のコンサート「NOWオンステージNo.1」を観に行った際、チャコとヘルス・エンジェルのギタリストとして出演していた上条英男が、客席に座っていた三東にステージの上から見惚れてスカウトする。上条は「NOWオンステージNo.1」に出演していた安西マリアを観に来ていた。チャコとヘルス・エンジェルのステージで最初に演奏した曲が『ルシア』だったことから、「三東ルシア」の芸名に決まった。芸名の「三東」は何となく、「ルシア」はリトル・リチャードの「ルシア」からとった（本人談）。通っていた商業学校は休学を余儀なくされ、そのまま中退した。
同年7月、上条が三東のために芸能事務所 エル・プロモーションを赤坂に設立。
同年12月、『週刊プレイボーイ』の読者による「オナペット人気投票」で第1位に選ばれる。
1975年3月1 日、コロムビアから「危険な春」で歌手デビュー。
その後、ホット企画に移籍。
1989年に芸能界を引退して、1994年に大工を営む男性と結婚して1999年に1男をもうけるも、2000年に離婚。その後は、化粧品や生命保険のセールス、広告代理店への勤務をしていた。
2003年7月に緊縛写真集を発売して芸能界へ復帰し、VシネマやイメージDVDのほかAV系Vシネマ作品の監督など、女優業を中心に活動。
2006年3月24日、バップより30年ぶりにシングル「砂漠のバラ」を発売、ライブも開催される。その後ニューセンチュリーレコードに移籍。
2014年1月21日、芸能生活40周年記念曲「日日草（～愛する息子へ～）」を発売。結果的にラストシングルとなった。
2013年および2015年に『爆報! THE フライデー』に出演し、膠原病であることを告白。
2019年4月3日、カフェ&レストバー「lucian cool」を荒川区西尾久にオープンするも7月14日をもって閉店。
2021年10月3日に63歳になったことを記して以来、オフィシャルブログの更新がされておらず、現在の活動状況は不明となっている。

## 主な出演作品

### バラエティ番組
- 爆報! THE フライデー（2013年10月18日、2015年2月13日、2019年5月3日、TBS）
- クイズ!脳ベルSHOW（2018年1月22日、23日、BSフジ）

### テレビドラマ
- 遠きにありて（1975年、NHK）
- 虹のエアポート（1975年、TBS）
- 泣かせるあいつ (1976年、NTV)
- 円盤戦争バンキッド 第6話「アダムスキー型消滅の謎」（1976年、NTV） - 東山アリサ役
- となりと私（1977年、NHK）
- 大鉄人17（1977年、毎日放送） - ピンクジャガー役
- 太陽にほえろ! 第343話「希望のサンバ」（1979年、NTV）　－　水越愛役
- 火曜サスペンス劇場「電話魔」（1984年、NTV）
- 特捜最前線 第449話「挑戦・炎の殺人トリック!」（1986年、テレビ朝日）

### 映画
- 青い性（1975年、東映）主役
- 瞳の中の訪問者（1977年、東宝）
- 女教師　生徒の眼の前で（1982年、にっかつ）主役
- 夜明けのランナー（1983年、東宝）
- 性的犯罪（1983年、にっかつ）
- セクシー・ドール　阿部定3世（1983年、にっかつ）主役
- いたずらロリータ　後ろからバージン（1986年、にっかつ）
- 肉食系婦人VS肉屋の主人　肉屋と義母　うばう!（2005年、エクセスフィルム）主役

### Vシネマ
- 淫恋母（2004年、GPミュージアムソフト）
- 恋愛適齢期 恋におちた熟女（2005年、レジェンド・ピクチャーズ、共演：北川明花、安奈とも）
- 疑惑 〜 大都会に散った仮面夫婦（監督：三東ルシア、2007年、ホットエンターテイメント、出演：松本亜璃沙、松嶋侑里）

### ラジオ
- ヤングタウンTOKYO（1974年9月 - 、TBS、桂三枝のアシスタント）
- ベルファンミュージック・フラワーデート（ラジオ関東）
- 三東ルシアのぶっちゃけトーク（2009年 - 2012年、レインボータウンFM）
- ルシアとメグミンの女子友トーク（2013年 - 2014年、レインボータウンFM）

### CM
- 江崎グリコ 「ペロティチョコ」（1974年8月 - ）
- TOTO 「ホーローバス」（1975年1月 - ）

## ディスコグラフィ

### シングル
1. 危険な春 ／ 昼下がりの部屋（コロムビア、1975年3月1日、P-394）
2. 太陽の季節 ／ 避暑地の灯り（コロムビア、1975年7月1日、P-414）
3. 街角セピア色 ／ ちいさな誘惑（コロムビア、1976年7月1日、PK-19）
4. 砂漠のバラ ／ 真夏の夢（バップ、2006年3月24日、VPCA-82971）
5. 太陽はひとりぼっち ／ 愛のかたち ／ さすらいのギター（ニューセンチュリー、2009年11月21日、NCCP-91121）
6. レインボータウン江東 ／ シングルマザー（ニューセンチュリー、2010年10月21日、NCCP-101021）
7. 高崎未練 ／ 山茶花（ニューセンチュリー、2012年11月21日、NCCE-121122）
8. 日日草（～愛する息子へ～） ／ 笑顔 ／ ときめきワルツ ／ 私の故郷（ニューセンチュリー、2014年1月21日、NCCE-140121）

### アルバム
- 太陽の季節（コロムビア、LP：1975年8月25日 JDX-7063、CD：2007年10月24日 COCA-71148）

1. 太陽の季節
2. はじめての出来事
3. 悲しき16才
4. 涙の太陽
5. 昼下りの部屋
6. ネイビー・ブルー
7. 危険な春
8. ひと夏の経験
9. 大人になりたい
10. 潮風のメロディ
11. 電話でキッス
12. 避暑地の灯り
13. 街角セピア色（CDのみのボーナストラック）
14. ちいさな誘惑（CDのみのボーナストラック）

## イメージDVD
- 私を見つめて（2005年　マドンナ）

## 書籍

### 写真集
- きみがほしい（1983年12月、英知出版、撮影：小野麻早） - パイパン作品
- 非縄情話 〜 三東ルシア緊縛写真集（2003年7月、大洋図書、撮影：山岸伸）

### 無料電子書籍
- 月刊ルシア 創刊号（2012年8月29日、mixPaper）
- 月刊ルシア vol.02・三東ルシアバースデースペシャル!（2012年9月30日、mixPaper）
- 月刊ルシア vol.03・高崎未練発売直前号!（2012年11月5日、mixPaper）

### モデルとなった漫画作品
- 妖精 三東ルシア物語 （原作：井口登美子、絵：もりゆきお、1975年、『少年キングオリジナル』収録）